# Remasterización

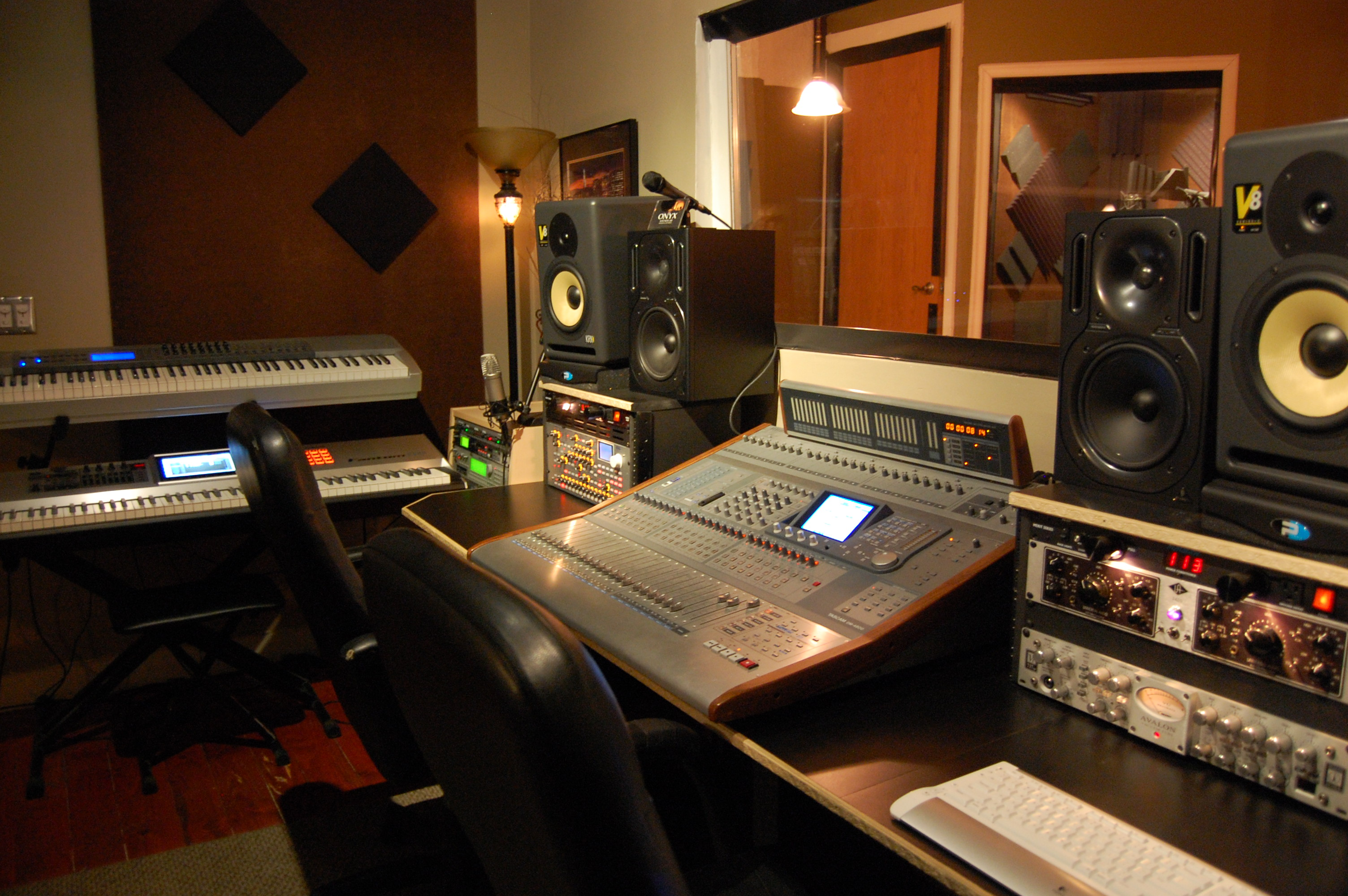
Sala de control de los estudios Onyx Soundlab (en Connecticut, Estados Unidos).

La remasterización es el proceso mediante el cual se modifica o se crea de nuevo el soporte material del máster de una obra auditiva grabada o una obra audiovisual mediante procesos digitales (ya sea esta última rodada o grabada). También es como se conoce a la recuperación del sonido original de una grabación. En la actualidad, tras la llamada «revolución digital», la remasterización es sobre todo el proceso técnico digital de mejora de la calidad del sonido o imagen de un máster.
El objetivo de la remasterización es, en general, mejorar la grabación original. En resumidas cuentas, es mejorar el video sea en peso o calidad como archivo, sea este cambiar formato o modificarlo para obtener las mejoras necesarias.
La masterización, por otro lado, consiste en producir copias de un «máster», sea este original o remasterizado.
Si bien la remasterización nunca debe confundirse con la reedición, la remezcla o el remontaje, sí pueden formar parte del mismo producto.

## Masterización
Una grabación maestra es la versión de grabación definitiva que se replicará para el usuario final, comúnmente en otros formatos (por ejemplo, discos LP, cintas, CD, DVD, Blu-ray).
A menudo se realiza un lote de copias a partir de una única grabación maestra original, que a su vez podría estar basada en grabaciones anteriores. Por ejemplo, se podrían haber agregado efectos de sonido (por ejemplo, una puerta al abrirse, sonidos de puñetazos, caídas por las escaleras, el sonido de una campana) a partir de copias de cintas de efectos de sonido similares al muestreo moderno para crear una obra de radio para su transmisión.
Lo problemático es que a menudo existen varios niveles diferentes de masters para cualquier versión de audio. Como ejemplo, examinemos la forma en que se creó un álbum de música típico de los años 60. Los músicos y vocalistas fueron grabados en cinta multipista. Esta cinta fue mezclada para crear un master estéreo o mono. Probablemente se crearía otra cinta maestra a partir de esta grabación maestra original que consistiría en ecualización y otros ajustes y mejoras en el audio para que suene mejor en tocadiscos, por ejemplo.
Se duplicarían más grabaciones maestras a partir del máster ecualizado para fines de copia regional (por ejemplo, para enviarlas a varias plantas de prensado). Se crearían masters de prensa para grabaciones de vinilo. A menudo, estas grabaciones provisionales se denominaban cintas madre. Todos los discos de vinilo derivarían de una de las grabaciones maestras.
Por tanto, la masterización se refiere al proceso de creación de un máster. Esto podría ser tan simple como copiar una cinta para fines de duplicación adicional o podría incluir los pasos reales de ecualización y procesamiento utilizados para ajustar el material para su lanzamiento. El último ejemplo suele requerir el trabajo de ingenieros de masterización .
Con la llegada de la grabación digital a finales de los años 1970, muchas ideas de masterización cambiaron. Anteriormente, crear nuevos maestros significaba incurrir en una pérdida generacional analógica ; en otras palabras, copiar una cinta en otra significaba reducir la relación señal-ruido. Esto significa qué parte de la "buena" información original prevista se registra frente a los fallos añadidos a la grabación como resultado de las limitaciones técnicas del equipo utilizado (ruido, por ejemplo, silbido de cinta, estática , etc.). Aunque existen técnicas de reducción de ruido , también aumentan otras distorsiones de audio, como el desplazamiento de azimut, el wow y el flutter , la impresión directa y el desplazamiento de la imagen estéreo.
Con la grabación digital, se podían crear y duplicar masters sin incurrir en la habitual pérdida generacional. Como los CD eran un formato digital, los masters digitales creados a partir de grabaciones analógicas originales se convirtieron en una necesidad.

## Etimología y uso normativo
«Remasterización» es un neologismo formado a partir del verbo en inglés to remaster, que a su vez viene del sustantivo master (hispanizado como «máster»). La Fundéu (Fundación del Español Urgente) recomienda expresamente utilizar este término.

## Audio
Cuando se graba un álbum en un estudio de grabación, los instrumentos o voces de la obra musical se graban separadamente en «pistas» de audio. Una vez que se tienen todos los instrumentos grabados en sus pistas correspondientes ―que pueden ser muchas (24, 32, 48 o más en la actualidad)―, se mezcla todo y se convierte en un archivo de audio estéreo con solo dos pistas, conocido técnicamente como «L,R» (Left and Right: ‘izquierda y derecha’).
En los álbumes antiguos, al no haber computadoras ni discos duros, las grabaciones se hacían en cintas: primero en cinta multipista y luego se convertía a cinta estéreo. Esas cintas tenían un cierto soplido característico y una calidad de sonido limitada. Cuando se remasteriza una grabación de cinta en la actualidad, se somete a un proceso de restauración de sonido, eliminando o reduciendo defectos, y obteniendo de esta manera un nuevo máster, esta vez digital.
En la remasterización también se pueden modificar aspectos del sonido como la compresión de audio, la ecualización, acentuar instrumentos, cambiar el número de piezas de la obra, o su acabado final.

## Video
En la remasterización de video, se pueden modificar los planos de las tomas, las mezclas de sonido, la saturación de color, la calidad de resolución de video (FullHD y 4K) , el contraste, el brillo, y otros muchos detalles más en cada fotograma.
En la actualidad, se está popularizando el uso de la inteligencia artificial para la remasterización de videos.

## Videojuegos
En la remasterización de los videojuegos, normalmente, se hace la modificacíon sobre la escala de pantalla (4:3 a 16:9), suben la resolución de las texturas y en algunos casos, también se cambia el motor gráfico del videojuego por uno más actualizado, se restauran los efectos de sonido así como el doblaje, se aumenta la resolución del video (FullHD o 4K) se modifica la saturación del color, el contraste, el brillo, entre otros.

## Controversias sobre la calidad
Aunque hay remasterizaciones musicales famosas como las de The Beatles, Jean Michel Jarre, Bad Religion o Pink Floyd, no existe unanimidad entre el público acerca de la calidad que una remasterización aporta realmente a la alta fidelidad musical.
Entre el público también hay discrepancias acerca de la mejora real de las películas remasterizadas.
Entre el mundo de los videojuegos hubo también algunas discrepancias de muchos jugadores acerca de la remasterización de los videojuegos, por ejemplo, el caso de los videojuegos Assasin’s Creed 2 y Assasin’s Creed 3.